# 프레데릭 웨이안드
프레데릭 칼튼 웨이안드(영어: Frederick Carlton Weyand, 1916년 9월 15일 ~ 2010년 2월 10일)는 미국 육군의 장성이다. 그는 1972년~1973년 베트남 전쟁에서 마지막 미군 지휘관이었으며, 육군참모차장을 거쳐서 28대 육군참모총장에 임명되어 1974년~1976년 동안 임명되었다.

## 어린 시절
1916년 캘리포니아주 아버클에서 출생 했었다. 버클리 대학 재학시절 그 당시 실시되었던 ROTC프로그램으로 소위로 임관했다. 1938년에 졸업했으며 2년후인 1940년에 아린 랑하트와 결혼했다.

## 제2차 세계대전
1940년부터 2년간 그는 6 야전포병대에서 현역으로 근무했으며 1942년에는 포트 리븐워스에 있었던 미국 육군 지휘 총 참모학교를 졸업했다. 졸업 후에는 1943년까지 샌프란시스코에 있는 항만 방어 사령부의 부관으로 일했다. 1944년에는 미국 전쟁성 참모본부로 이동하여 정보책임자로 근무 했었다. 1945년까지 중국 미얀마 전역 정보 총 책임자를 보좌했었다. 1945년 전쟁 종결이후에는 1946년까지 워싱턴 D.C에 있는 군사정보국에서 근무했다.

## 2차 세계대전 종전 후 한국 전 참전까지
1946년부터 3년 간 그는 미 육군 중부태평양 지역 정보 총 책임자였었다. 1950년, 그는 포트 베닝에 있는 미 육군 보병학교를 졸업했다.
| 전임 크레이톤 에이브람스 | 베트남주둔 미군 최고사령관 1972년 ~ 1973년 | 후임 1973년 사령부 해체됨. |

| 전임 알렉산더 헤이그 | 미국 육군 참모차장 1973년 ~ 1974년 | 후임 월터 커윈 주니어 |

| 전임 크레이톤 에이브람스 | 미국 육군 참모총장 1974년 ~ 1976년 | 후임 버나드 로저스 |